# 麻余王
麻余（?—?），是曹魏时期的夫餘国国王。曹魏景初二年（238年），夫餘国王简位居死，马加、牛加、猪加、狗加（都是夫餘官名）共立他的庶子麻余为王。牛加的侄子名叫位居，为大使（夫餘官名），不好钱财善施舍，国人归附，岁岁遣使到洛阳进贡。正始年间，幽州刺史毌丘俭讨高句丽，遣玄菟太守王颀到夫餘，位居遣大加在郊外迎候，供军粮。叔叔牛加有二心，位居杀牛加父子。正始八年（247年），麻余死，其子依虑年六岁，被部众立为夫餘王。